# Unità di misura

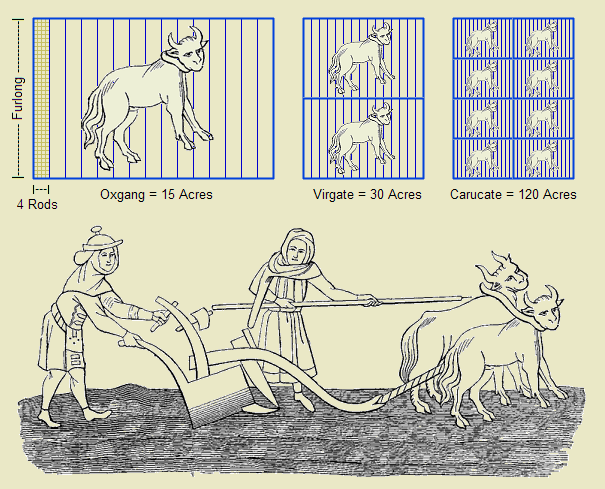
Antiche unità di misura agricole nell'Inghilterra medioevale: il furlong (equivalente a uno stadion), la canna, l'acro, la bovata, la virgata e la carrucata.

Un'unità di misura è una quantità prestabilita di una grandezza fisica che viene utilizzata come riferimento condiviso per la misura di quella grandezza. Può derivare da una convenzione o da leggi o norme.  Le unità di misura devono avere dei nomi e dei simboli condivisi dalla comunità. Una volta definita un'unità di misura, ogni altro valore della grandezza fisica a cui si riferisce può essere convertito in un semplice numero. 
Quando questo numero è molto grande o molto piccolo, anziché definire, come si usava in passato, un'altra unità di misura, oggi si è compreso che è sufficiente ricorrere a un prefisso. In questo modo si possono utilizzare multipli o sottomultipli di una sola unità di misura.

## Storia
Fin dai tempi antichi la definizione delle unità di misura, la loro condivisione e il loro uso pratico hanno giocato un ruolo fondamentale, al punto che sono stati sviluppati e sono diventati comuni molti sistemi di misura. Per misurare una stessa grandezza sono spesso state definite svariate unità di misura a seconda del luogo geografico, del contesto sociale o altro ancora: una massa ad esempio può essere misurata in grammi oppure in libbre.
Storicamente, ogni unità di misura nasceva ed era usata in un campo di applicazione specifico. Ad esempio, per le lunghezze, vi era una unità di misura per la distanza fra due città, una unità per la dimensione di un campo agricolo e altre unità per la dimensione di una lama o una stoffa. Nel tempo è sorta la necessità di relazionare tali unità di misura fra loro, e quindi di definire una unità in termini di un'altra, ad esempio, definire un miglio in piedi.
In fisica e in metrologia, le unità di misura richiedono una definizione chiara e univoca per essere utili: solo così diventa possibile ottenere la riproducibilità dei risultati sperimentali che è alla base del metodo scientifico. I sistemi di misura scientifici sono la diretta conseguenza del concetto di pesi e misure sviluppato fin dai tempi remoti, scopi commerciali e che ha dato origine alla nascita degli strumenti utilizzati da venditori e acquirenti per concordare in maniera univoca sulla quantità di merce trattata. Attualmente esiste uno standard globale, il Sistema internazionale di unità di misura, che è l'evoluzione del sistema metrico.

## Descrizione
Per esprimere la misura Q di una grandezza fisica in riferimento alla sua unità di misura {\displaystyle \left[Q\right]} si può ricorrere alla formula
{\displaystyle Q=n\times \left[Q\right]=n\left[Q\right]}
Generalmente, come indicato dal terzo membro, si omette il segno di moltiplicazione come si è soliti fare tra variabili nelle formule scientifiche. Nelle formule, inoltre,  l'unità {\displaystyle \left[Q\right]} può essere trattata come se fosse a sua volta il valore di una grandezza fisica, fatto questo che è alla base dell'analisi dimensionale.
Un esempio di grandezza fisica è la lunghezza, mentre un esempio di unità di lunghezza è il Renzo (simbolo: R) che rappresenta una quantità prestabilita di lunghezza: quando diciamo 10  Renzo (10 R), intendiamo dire 10 volte la quantità di lunghezza prestabilita che chiamiamo "Renzo".
Per comodità di trattazione dei numeri, solitamente si utilizza una unità che sia dell'ordine di grandezza della quantità misurata: dal fruttivendolo si parlerà di chilogrammi di patate, l'azienda che produce patatine userà le tonnellate, mentre il pacchetto di patatine riporterà una dicitura in grammi. In questo modo i fattori di moltiplicazione dell'unità di misura saranno numeri con una lunghezza di poche cifre o pochi decimali, e si abbasserà la probabilità di errore umano nella memorizzazione e nei calcoli.
Una unità di misura è distinta dai campioni relativi a essa. Una unità è fissata per definizione in modo da essere indipendente dalle condizioni fisiche, quali ad esempio la temperatura. Un campione, per contro, è la materializzazione fisica di una unità e dipende, per quanto si cerchi di minimizzarlo, dalle condizioni fisiche. Per fare un esempio, il metro è un'unità definita come la distanza percorsa dalla luce nel vuoto in un intervallo di tempo pari a 1/299.792.458 di secondo, definizione che la svincola da ogni dipendenza, mentre una barra metallica usata come campione, per quanto costruita con accuratezza, varia la sua lunghezza con la temperatura sia pure per frazioni infinitesimali.

### Sistemi di misura

Confronto tra unità di peso e lunghezza adottate dal Sistema internazionale di unità di misura (chilogrammo, metro), dal sistema imperiale britannico e dal sistema consuetudinario statunitense (libbra, slug, piede).

Esistono diversi sistemi ufficialmente accettati dalla comunità scientifica internazionale o comunque in uso nelle diversi parti del pianeta. Per ogni sistema ufficiale di unità di misura esistono organismi internazionali che si occupano di custodire i campioni delle unità di misura quando ne esistano o comunque di mantenere aggiornate le definizioni delle unità adottate.
I sistemi di misura sono basati su differenti insiemi di unità di misura fondamentali.
Il sistema di misura più ampiamente diffuso è il Sistema internazionale di unità di misura, solitamente indicato come SI, che è fondato su sette unità base (fondamentali), e in cui tutte le altre unità derivano da queste.
Esistono altri sistemi, utilizzati per vari scopi, tra i quali:
- il Sistema internazionale di unità di misura (metro-kilogrammo-secondo)
- le unità di misura di Planck
- il Sistema consuetudinario statunitense
- il sistema imperiale britannico
- le unità di misura CGS (centimetro-grammo-secondo)
- altri sistemi locali attuali e obsoleti:
  - le unità di misura cinesi
  - le unità di misura giapponesi
  - le unità di misura norvegesi
  - le unità di misura turche tradizionali

In Italia, pur vigendo il SI, sono ancora in uso soprattutto in ambito tecnico alcune vecchie unità tecniche, ad esempio il kg/cm² per la pressione.

### Unità di misura fondamentali e derivate
Per molte grandezze fisiche l'unità di misura è necessaria per comunicarne il valore. È ad esempio impossibile descrivere una lunghezza senza usare un qualche tipo di unità.
Ma non tutte le grandezze fisiche richiedono una propria unità di misura. Tramite le leggi della fisica, l'unità di misura di una grandezza può essere espressa come combinazione di unità di altre grandezze. Quindi solo un piccolo insieme di unità di misura è necessario. Queste unità vengono definite come fondamentali, tutte le altre sono unità derivate. Le unità derivate sono usate solo per convenienza, in quanto possono essere espresse in termini di unità base. La scelta delle unità base è però arbitraria.
Le unità fondamentali del SI non costituiscono un insieme minimo. Ad esempio esistono sistemi nei quali il campo elettrico e il campo magnetico hanno la stessa unità di misura, grazie al fatto che le leggi della fisica mostrano che questi due campi sono manifestazioni differenti dello stesso fenomeno.
Molte grandezze derivate in fisica prendono il nome da ricercatori e studiosi che hanno dato contributi fondamentali alla teoria in questione in segno di riconoscimento postumo per il loro prezioso lavoro.

### Conversione delle unità di misura
La conversione delle unità di misura prevede la comparazione di valori standard differenti: per questo i fattori di conversione tra unità di misura hanno sempre un determinato livello di imprecisione.

### Prefissi delle unità SI
Nel SI alcune lettere corrispondono a valori numerici scelti opportunamente e possono essere usate come prefissi per qualsiasi unità.
Ad esempio, c = 0,01 (1/100), e quindi cm = 0,01 m e cN = 0,01 N
L'unica eccezione, dovuta a ragioni storiche, è l'unita di misura della massa, kg, che già contiene un prefisso; in questo caso il prefisso deve essere aggiunto a g.
L'uso dei prefissi non implica nessuna conversione, in quanto essi sono definiti come valori numerici. Ad esempio le espressioni '1 cm' e '0,01 m' hanno lo stesso significato, ovvero sono equivalenti dal punto di vista matematico.

### Regole grafiche SI
I simboli delle unità di misura del SI sono scritte sempre con lettere minuscole tranne quando sono dedicate a un personaggio storico; i prefissi seguono regole proprie:
- km
- kJ
- mg
- MJ
- dWb

Una unità di misura che prende il nome da un personaggio storico viene indicata in minuscole e senza accenti (ad esempio mentre il simbolo A per indicare l'intensità di corrente è scritto maiuscolo, in omaggio ad André-Marie Ampère, il nome per esteso di tale unità di misura è minuscolo e senza accenti, cioè: ampere).
Allo stesso modo, molte unità di misura che prendono il nome dallo scienziato che li ha introdotte vanno scritte per esteso in minuscolo (ad esempio: kelvin, coulomb, joule, watt, ohm, volt, siemens), tranne nel caso dei gradi di temperatura (ad esempio: gradi Celsius, gradi Fahrenheit, gradi Réaumur; il kelvin, unità SI della temperatura assoluta, non è un "grado" di temperatura).